# محمد سليمان الشندويلي
محمد سليمان الشَّنْدَوِيلِي (1322- 1403 هـ/ 1905- 1983 م) من شيوخ القرَّاء والإقراء، وعلماء القراءات القرآنية وعلوم القرآن. عُرف بالإتقان والتحقيق، وهو شيخُ مَقارئ مسجد الحسين بالقاهرة على مدار زُهاء ستين سنة. ولد في شَنْدَوِيل وأقام في القاهرة ودُفن فيها، أزهري مالكي المذهب.

## ولادته وتحصيله
وُلد محمد بن سُليمان بن أحمد بن سُليمان الشَّنْدَوِيلي، في قرية شَنْدَوِيل التابعة لمركز المَراغَة بمحافظة سُوهاج في صَعيد مصر، عام 1322هـ/ 1905م.
حفظ القرآن الكريم صغيرًا في قريته، وأتقن تلاوته وتجويده إتقانًا عاليًا، ثم اشتغل بطلب العلم في المعاهد الدينية العلمية في الجامع الأزهر، وأدرك العلماء والمشايخ الكبار فتلقَّى عليهم علوم الشريعة والعربية، وجمع عليهم القراءات العشر بطرُقها، بأسانيدهم وأجازوه بها، وحفظ منظومات التجويد والقراءات، وتفقَّه على مذهب الإمام مالك بن أنس.
أدَّى امتحانَ القراءات بنجاح أمام لجنة برئاسة شيخ المَقارىء المصرية في زمانه الشيخ المحقِّق محمد بن علي بن خلف الحُسَيني الشَّهير بالحدَّاد (ت 1357هـ)، ونال بذلك شهادةَ علم القراءات والإجازة بها عام 1349هـ/ 1930م، وأقرَّها شيخُ الأزهر حينئذٍ محمد الأحمدي الظَّواهِري (ت 1363هـ).
جمع القراءاتِ القرآنية العشر من طريقي الشاطبية والدُّرَّة على شيخه المقرئ محمد بن أحمد المَغرِبي شيخ الإقراء في الجامع الأزهر. ومن أشهر أقران الشندويلي في الدراسة والطلب المقرئُ الشيخ محمد بن إسماعيل الهَمْداني (ت 1405هـ) شيخُ مَقرَأة الجامع الأزهر، والمقرئ الشيخ عامر بن السيِّد عثمان (ت 1408هـ) شيخُ مَقرَأة مسجد الشافعي بالقاهرة، ثم شيخ عُموم المَقارئ المصرية.

## تدريسه وإقراؤه
تصدَّر الشَّندَوِيلي زمنًا طويلًا للتدريس والإقراء وإفادة الطَّلَبة، ولا سيَّما في مَقرَأة مسجد الحُسَين في القاهرة، التي أقرأ فيها قرابة ستين عامًا، وصار شيخًا للقرَّاء فيها. وأقرأ بمدرسة تجويد القراءات التابعة للجمعية العامَّة للمحافظة على القرآن الكريم بقسم الخليفة بالقاهرة، مع زميله الشيخ عامر السيِّد عثمان.
```
 واشتَهَر بعلمَي 
التجويد
 
والقراءات
، وصار من أشهر علماء عصره فيهما، ومن بقية أفذاذ القرَّاء في 
مِصر
. تميَّز بقدرته على تسهيل المعاني وتبيين المباني في مسائل القراءات ودقائقها، وحلِّ المشكلات بأوضح عبارة. 
```

كان واسعَ الحفظ شديدَ الضَّبط للقراءات مُتواتِرها وشاذِّها، عارفًا بحُجَجها وطُرقها وتحريراتها، ومُحيطًا بعلوم الرَّسم والضَّبط والفواصل. وشُبِّه بالعالم المقرئ علَم الدِّين السَّخاوي (ت 643هـ) في طريقته بالإقراء؛ إذ كان يَقرأ عليه ثلاثةٌ من الطلاب معًا كلٌّ منهم يقرأ من موضعٍ مختلف من القرآن، بعدَّة قراءاتٍ وروايات، وهو ضابطٌ للجميع ويردُّ عليهم فردًا فردًا دون خلط أو التباس.
تخرَّج به على مدار العقود مئاتُ الطلاب والقرَّاء، وذُكر أن عدد الطلاب الذين قرؤوا عليه بلغ ثلاثة آلاف قارئ، بمختَلِف القراءات، وبات كثيرٌ من طلابه قراءً مشاهيرَ، وعلماءَ في فنِّ التجويد والقراءات.

## تلاميذه وطلابه

#### من أشهر طلابه في مصر:
- محمد الأحمدي أبو النور، وزير الأوقاف المِصري الأسبق.[1]
- إبراهيم الشعشاعي.
- كمال البهتيمي.
- كمال بن محمد أنيس القوصي، قرأ عليه القراءات السبع من الشاطبية، وأجازه بها عام 1365هـ (ت 1429هـ/ 2008م).[2]
- حسن بن عبد السلام أبو طالب، تلقَّى عنه القراءات الثلاث المتمِّمة للعشر من طريق الدرَّة،[8] (ت 1401هـ/ 1981م).[9]
- محمد محمود حسن بحيري.
- محمود عبد الحكم.
- صلاح الشربيني.
- مجاور محمد مجاور.
- عبد الغني حسن.

#### ومن أشهر طلابه خارج مصر:
- الدكتور فضل بن حسن عباس، الفلسطيني الأردُنِّي، أجازه الشيخ بقراءة حفص، وبدأ في جمع القراءات عليه من طريق الشاطبية ولم يتمَّ.
- محمد بن شحادة الغول، من بلدة بخعون قضاء طرابُلُس في لبنان، صاحب كتاب: "بغية عباد الرحمن لتحقيق تجويد القرآن"، أجازه الشيخ بقراءة حفص.[10]
- محمد غياث بن محمد الجُنباز،[ب] ولد (1370هـ / 1951م) في حماة سورية، أجازه الشيخ بقراءة حفص، وشرع في جمع القراءات عليه من طريق الشاطبية، ولكنَّه لم يتمَّ لمغادرته مصر إلى السعودية. له تحقيق كتاب: "الغاية في القراءات العشر" لابن مهران الأصبهاني، و"القراءات الشاذَّة وتوجيهها في تفسير القاضي البيضاوي"، وغيرهما.
- الدكتور محمد حسن هيتو، قرأ عليه روايتَي حفص وشعبة عن عاصم، وقراءة قالون وورش.
- محمد فيصل عداب الحَمْش، من حماة سورية، أجازه الشيخ بقراءة حفص.
- الدكتور محمد حسن جُبارة من الضنِّية في لبنان، عميد كلية الشريعة في مجمع النور الإسلامي بطرابلس.
- ناصر بن محيي الدين ناجي، من طرابلس لبنان.[4]

## صفاته وشمائله
اشتَهَر الشيخ بالفِطنة وسُرعة البديهة، وكان حاضرَ النُّكتة والدُّعابة، يمازحُ تلامذته مع الحفاظ على الهيبة والوقار. وامتاز بخطِّه الحسن الرائق؛ فنسخَ الكثير من أمَّات الكتب والمصاحف، وكان يكتب الإجازةَ لتلاميذه بخطِّه الأنيق، ويسوقُ إسناده إلى النبي صلى الله عليه وسلم. ومن شمائله الحَميدة أنه كان يحتسبُ في الإقراء ويأبى أخذَ الأُجرة على ذلك، وكان عفيفًا زاهدًا متقشِّفًا، وصالحًا عابدًا مُخبتًا.

نموذج من خط الشيخ محمد سليمان الشندويلي

## كتبه ومؤلفاته
غلب على الشيخ بذله وقتَه في التعليم والإقراء، ومع ذلك ألف عددًا من الأعمال، وبعضها لم يُطبع، أشهرها:
1. أحكام تجويد القرآن، دار ابن القيم للنشر والتوزيع، السعودية الدمَّام، 1388هـ/ 1968م.
2. شرح على متن الشَّاطبية في القراءات السَّبع.
3. منظومة ألفية في النحو والصَّرف.
4. تحريرات في القراءات وطرقها.[11]

## وفاته
توفي الشيخ محمد سليمان الشندويلي في القاهرة، عام 1403هـ/ 1983م، ودُفن فيها.

## الملاحظات
1. ↑  وقع اضطرابٌ في تحديد تاريخ ولادته وتاريخ وفاته! أمَّا تاريخُ ولادته فورد عام (1315هـ/ 1895م) في (منة الرحمن) لإبراهيم الجرمي ولم يذكر مصدره! ويبدو عنه أخذ عُمَير الجُنباز في نشرته الأولى من (منحة الجليل)، وتابعه محمد خير يوسف في (تتمة الأعلام)، وأسامة الأزهري في (جمهرة أعلام الأزهر). وانفرد إلياس البَرماوي في (إمتاع الفضلاء) بجعل التاريخ (1309هـ/ 1892م)! ثم رجع عُمير الجُنباز عمَّا كان ذكره فجعله في النشرة الثانية (1322هـ/ 1905م) ولم يذكر مصدره أيضًا! ولعلَّه الأقربُ للصواب؛ من مقارنة التواريخ والأحداث والله أعلم. وأمَّا تاريخُ وفاته فجاء عام (1398هـ/ 1978م) في (منة الرحمن)، وتابعه (تتمة الأعلام)، و(جمهرة أعلام الأزهر). وأثبتُّ التاريخ من (منحة الجليل) وإن أغفل مصدره! والله تعالى أعلم.
2. ↑  توهَّم إلياس بن أحمد حسين بن سليمان البرماوي (2007). إمتاع الفضلاء بتراجم القراء في ما بعد القرن الثامن الهجري (ط. 2). المدينة المنورة: مكتبة دار الزمان. ج. 4. ص. 180. ISBN:978-9960-9757-3-3. OCLC:4770472151. QID:Q115013929. فجعل اسمَه (منير الجمباز)! وهو خطأ، صوابه (غياث الجُنباز) والدكتور منير شقيقه، ولقب أسرتهم بالنون وليس بالميم.